# Бостонський вазописець СА
Бостонський вазописець СА — анонімний давньогрецький аттичний вазописець, працював у червонофігурній техніці. Його роботи датовані періодом близько 575 до 555 до н. е.
Умовна назва вазописця походить від його іменної вази СА, яка зберігається у Бостоні та зображує Кірку та Ахелоя. Стилістично Бостонський вазописець СА близький до Вазописця С та Гейдельбергського вазописця. Використовувані ним квіткові орнаменти нагадують манеру вазописців Групи Комастів.